# Leština (kraj ołomuniecki)
Leština (niem. Lesche) – gmina w Czechach, w powiecie Šumperk, w kraju ołomunieckim. Według danych z dnia 1 stycznia 2012 liczyła 1281 mieszkańców.
Zobacz też:
- Leština